# Theodor Körner (Politiker, 1941)
Theodor Körner (* 26. September 1941 in Inchenhofen; † 31. August 2018) war ein deutscher Verwaltungsjurist und Kommunalpolitiker (CSU). Von 1989 bis 2002 war er Landrat des Landkreises Aichach-Friedberg.

## Leben
Nach dem Abitur 1962 studierte er Rechtswissenschaften an der Universität München. Er legte 1968 die erste und 1971 die zweite juristische Staatsprüfung ab. Ab 1973  war er im Staatsdienst tätig. 1977 folgte die Promotion.
Er war ab 1980 als Verwaltungsdirektor und persönlicher Referent des Landtagspräsidenten Franz Heubl tätig. 1982 wurde er Abteilungsleiter an der Bayerischen Verwaltungsschule. Weiter war er bis 1989 Dozent an der Bayerischen Beamtenfachhochschule und der Verwaltungsfachhochschule. 
Im März 1989 wurde er zum Nachfolger von Josef Bestler, dessen Vertreter er ab 1984 war, im Amt des Landrats des Landkreises Aichach-Friedberg gewählt, das er am 1. Juli des gleichen Jahres antrat.
In seiner Amtszeit wurde der Wittelsbacher Land e. V. gegründet, um einerseits europäische Fördergelder aus dem LEADER-Programm für den ländlichen Raum abrufen zu können und andererseits die Direktvermarktung der Landwirtschaft im Landkreis Aichach-Friedberg zu fördern. Seine Amtszeit war durch Herausforderungen wie Abfalldeponien und Bau der Abfallverwertungsanlage gezeichnet. Für die Einschnitte in die Krankenhauslandschaft (Schließung Aindling und Mering) wurden Nachfolgelösungen gefunden. Gebaut wurde in seiner Amtszeit die Edith-Stein-Schule (Sonderpädagogisches Förderzentrum) in Aichach. Zum 30. April 2002 schied er aus seinem Amt aus. 
Seit seiner Zulassung im Juli 2003 war er als Rechtsanwalt tätig. Er war Partner einer Kanzlei mit Sitz in Aichach.
Im September 2011 wurde ihm der Ehrentitel „Altlandrat“ vom Kreistag des Landkreises Aichach-Friedberg zugedacht. Die Stadt Friedberg verlieh ihm 2016 die Ehrenbürgerschaft.
Am 19. Oktober 2015 erhielt er von Papst Franziskus und aus den Händen von Diözesanbischof Konrad Zdarsa das päpstliche Ehrenkreuz „Pro Ecclesia et Pontifice“ verliehen.
Körner war verheiratet und hatte einen Sohn. Er starb am 31. August 2018 im Alter von 76 Jahren.

## Schriften
- Iuramentum und frühe Friedensbewegung: (10.–12. Jh.) Berlin: Schweitzer, 1977.

## SKP Kanzlei Webseite
- Rechtsanwalt-Dr-Theo-Koerner (SKP Kanzlei Aichach)